# Monte Lurgorri
El Lurgorri es una montaña de 782 metros de altitud perteneciente a los Montes Vascos. Está situado en la provincia vasca de Vizcaya (España).
El Lurgorri, que quiere decir tierra roja es un pequeño monte de roca caliza que se alza entre el Besaide y el Tellamendi separando el valle del río Deva, a esta altura es el de Aramayona, en Álava, del valle de Arrazola en Vizcaya.

## Descripción
En el cordal que va desde el colado de Zabalandi, al pie del Izpizte hasta el Udalaitz pasando por el Besaide y el Tellamendi la cúpula caliza del Lurgorri destaca sobre los bosques de hayas.
Se encuentra en la línea se separación entre Vizcaya y Álava, pero deja a sus pies Guipúzcoa desde su cima se divisa una hermosa perspectiva de todo el macizo del Duranguesado que se pierde en Vizcaya a la altura de Amorebieta. Cerca de su cima existió una mina, hoy abandonada, la Mina de Lurgorri.
Por este cordal penetraron, en la primavera de 1937 los ejércitos franquistas rompiendo el frente que se había mantenido estable durante ese invierno.

## Ascensos
A Lurgorri se puede llegar desde cualquiera de los valles que él mismo conforma, y por la cordal que forma con el Tellamendi y otros. Una vez en el cordal, bien porque hemos subido desde Arrazola o desde Mondragón, o llegamos desde Udalaitz o Campázar, pasando por el Besaide o desde Zabalaundi, solo tenemos que seguir el ancho camino que recorre todas esta cimas para llegar a él.
Tiempos de accesos: 
- Garagartza (1h 45 m).
- Jesalibar (1h 1 5m).